# Skåtte mosse
Skåtte mosse är en sjö i Kungälvs kommun i Bohuslän och ingår i Göta älv-Bäveåns kustområde. Sjön har en area på 0,108 kvadratkilometer och ligger 55,6 meter över havet. Sjön avvattnas av vattendraget Glose å.

## Delavrinningsområde
Skåtte mosse ingår i det delavrinningsområde (641870-126047) som SMHI kallar för Mynnar i havet. Medelhöjden är 33 meter över havet och ytan är 33,41 kvadratkilometer. Det finns inga avrinningsområden uppströms utan avrinningsområdet är högsta punkten. Avrinningsområdets utflöde Glose å mynnar i havet. Avrinningsområdet består mestadels av skog (27 %), öppen mark (36 %) och jordbruk (34 %). Avrinningsområdet har 0,11 kvadratkilometer vattenytor vilket ger det en sjöprocent på 0,3 %. Bebyggelsen i området täcker en yta av 0,48 kvadratkilometer eller 1 % av avrinningsområdet.